# بوب كوشران
بوب كوشران (بالإنجليزية: Bob Cochran)‏ هو متزحلق جبال الألب أمريكي، ولد في 11 ديسمبر 1951 في كليرمونت في الولايات المتحدة.

## وصلات خارجية
- بوب كوشران على موقع الاتحاد الدولي للتزلج (التزلج على المنحدرات الثلجية) (الإنجليزية)
- بوب كوشران على موقع أوليمبيديا (الإنجليزية)